# 永島旭
永島 旭（ながしま あきら、1939年（昭和14年）11月30日 - ）は、日本の銀行家。元中国銀行頭取。

## 来歴・人物
東京都中野区出身。東大法学部卒業後、日本銀行に入行。外国局総務課長、国際局長等、国際畑を主に歩んだ。1993年（平成5年）には、同行筆頭理事に就任するもその後、内定していた副総裁昇格を取り消された。
これは、1998年（平成10年）に発覚した「日銀接待汚職事件」で内部に逮捕者が出たための、人心一新が狙いとされたが、実のところは夫人が「真珠のネックレスの糸換え」をめぐって、都内の真珠販売店と金銭トラブルを引き起こしそれが民事訴訟まで発展。あげくには詐欺と恐喝で書類送検に及んだことが、週刊誌等で大々的に報道されたため、プライベートのことながらスキャンダルを嫌う日銀の体質上、重大視され副総裁昇格の取り消しへ繋がったとされる。その後永島は、日銀を辞し東京海上に顧問として転じた。
一方当時中国銀行では、12年弱の任期を務めた稲葉侃爾会長兼頭取が会長専任となり、プロパーである山本吉章が頭取に昇格したばかりであったが2000年（平成12年）に入り山本が病に倒れ、3月には稲葉が再び頭取を兼務する形で復帰していた。　稲葉としては、早々に後任のめどをつけたいと考えていた所、1983年（昭和58年）から2年間にわたり日銀岡山支店長を務めていた永島が目に留まり、金融業務に精通した上、岡山に人縁があり地元経済界よりも受け入れられると考え、天下りではなく、あくまでも人物本位での選考とのことで2000年（平成12年）6月、同行としては54年ぶりの外部出身者として頭取に就任した。
トップ在任時においては、証券子会社の設立や経営改革に取り組むも、メイン先企業である林原（現・ナガセヴィータ）の経営破綻に伴う業績悪化のため2011年（平成23年）退任した。
毎日放送などの在阪ラジオ局向けCMには永島自らが出演していた。

## 略歴
- 1962年（昭和37年）- 東京大学法学部卒業後、日本銀行入行
- 1983年（昭和58年）- 同岡山支店長
- 1985年（昭和60年）- 同考査局考査役
- 1986年（昭和61年）- 同ニューヨーク駐在参事
- 1989年（平成元年）- 同秘書役
- 1990年（平成2年）- 同国際局長
- 1993年（平成5年）- 同筆頭理事
- 1998年（平成10年）- 東京海上火災保険(現・東京海上日動火災保険)顧問
- 2000年（平成12年）- 中国銀行頭取
- 2011年（平成23年）- 退任